# Zaraza żółta

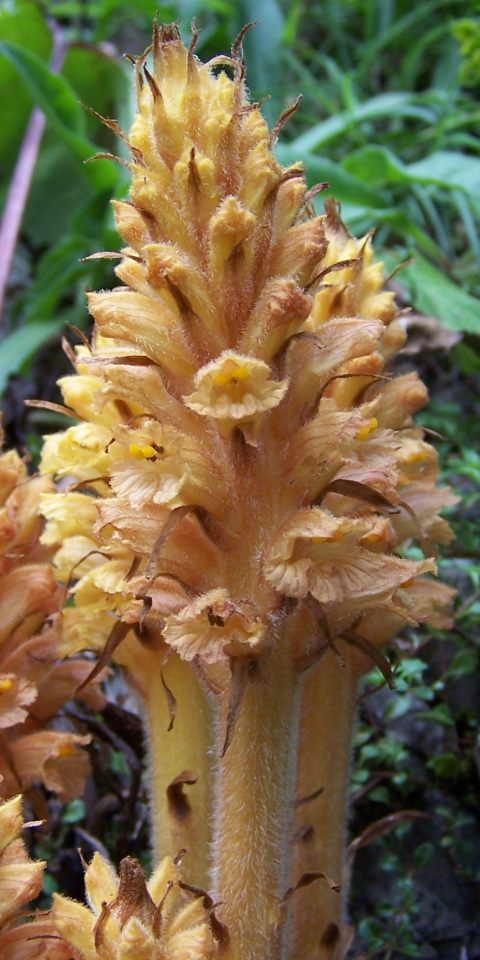
Zaraza żółta w Tatrach

Zaraza żółta (Orobanche flava) – gatunek rośliny należący do rodziny zarazowatych (Orobanchaceae). W Polsce występuje głównie w Karpatach, gdzie jest dość częsty. Poza Karpatami występuje tylko na pojedynczych stanowiskach w przylegających obszarach Pogórza i bardzo rzadko w Sudetach (Góry Sowie).

## Morfologia
ŁodygaGruba, wzniesiona, pojawia się nad ziemią tylko w czasie kwitnienia i owocowania rośliny. Osiąga 15–70 cm wysokości, jest mięsista, barwy żółtawej, z czasem brunatnej. Nie rozgałęzia się. Łodygi często tworzą gęste skupisko.
LiścieJako pasożyt nie posiada typowych liści, a jedynie niewielkie i nie posiadające chlorofilu łuski, będące przekształconymi liśćmi. Wyrastają skrętolegle, mają ten sam, żółty kolor, co łodyga, z czasem brunatnieją. W dolnej części łodygi są dość gęste, w górnej rzadkie i krótsze od międzywęźli.
KwiatyGrzbieciste, dwuwargowe, siedzące, zebrane w duży kłos na łodydze. U młodych osobników jest on gęsty, u starszych w dolnej części staje się luźniejszy. Działki kielicha 1- lub 3-nerwowe. Korona ma długość ok. 20 mm, ciemnożółty kolor, a jej czerwonawa górna warga ma jedną lub dwie łatki. Grzbietowa krawędź korony jest na całej długości równomiernie zgięta. Rurka korony bez przewężenia, stopniowo rozszerzająca się. Bardzo szybko po przekwitnięciu brunatnieje i więdnie. Słupek jeden o nagiej szyjce i żółtym znamieniu, zalążnia bez guzów. Szyjka słupka po przekwitnięciu kwiatów jest na szczycie ślimakowato skręcona i wystaje z korony. Pręciki 4, o nitkach owłosionych w dolnej połowie, wyrastają 4–6 mm powyżej nasady górnej wargi. Górna część nitek pręcików jest pokryta gruczołkami.
OwocElipsoidalna torebka zawierająca liczne, drobne nasiona.

## Biologia i ekologia
RozwójRoślina dwuletnia. Kwitnie od czerwca do lipca, kwiaty bez zapachu. Roślina pasożytnicza – pasożyt całkowity, nie posiadający chlorofilu i nie przeprowadzający fotosyntezy.  Nie posiada korzeni, lecz ssawki (haustorium), za pomocą których od rośliny żywicielskiej pobiera substancje pokarmowe oraz wodę z solami mineralnymi. Pasożytuje przeważnie na lepiężnikach, w tym najczęściej na lepiężniku wyłysiałym, rzadziej na podbiale pospolitym i miłośnie górskiej.
SiedliskoZiołorośla, lasy, szczególnie nad potokami. Wyłącznie w górach i na pogórzu, głównie w reglu górnym i tylko wyjątkowo w reglu dolnym.
FitosocjologiaGatunek charakterystyczny dla zespołu Petasitetum-kablikiani.
GenetykaLiczba chromosomów 2n= 38.

## Zagrożenia i ochrona
W Polsce była objęta od 2004 r. całkowitą ochroną gatunkową, od 2014 roku podlega ochronie częściowej. Została umieszczona na polskiej czerwonej liście w kategorii VU (narażony).
Zagrożona jest lokalnie, tam, gdzie wskutek działalności człowieka (np. regulacja lub zabudowa rzek i potoków górskich) ulega zniszczeniu jej środowisko.